# Ubuntu (Linuxdistributie)
Ubuntu is een Linuxdistributie voor pc's, servers, IoT en robots. Dit besturingssysteem is beschikbaar in een groot aantal talen. Ubuntu wordt ontwikkeld door Canonical dat de nadruk legt op gebruiksvriendelijkheid en toegankelijkheid voor gebruik thuis, op school en op het werk.
Ubuntu is gebaseerd op de Linuxdistributie Debian, maar onderscheidt zich hiervan door twee keer per jaar nieuwe versies uit te brengen. De nummers daarvan verwijzen naar het jaar en de maand van de verschijningsdatum.
De naam komt van het concept Ubuntu uit de Zoeloecultuur in Zuid-Afrika. Het betekent zoiets als 'menselijk zijn voor anderen'. De gestelde missie van de makers is om deze filosofie naar computers te brengen, en vrije software voor een zo breed mogelijke groep mensen beschikbaar te stellen, ongeacht hun middelen.

## Achtergrond

De kernel verbindt applicaties met de hardware van een computer.

Linuxdistributies, vaak distro's genoemd, zijn besturingssystemen die gebruik maken van de Linuxkernel. De kernel is het centrale deel van een besturingssysteem dat het geheugen, processen, bestanden en input en output (I/O) beheert. De ontwikkeling van de Linuxkernel werd in 1991 gestart door de Fins-Amerikaanse software engineer Linus Torvalds die een op Minix geïnspireerd besturingssysteem wilde maken. Doordat de Linuxkernel is vrijgegeven onder een vrije licentie, kan het tegen lichte voorwaarden gebruikt worden door iedereen die een besturingssysteem wil ontwikkelen. Ook de distro's zelf worden geheel of gedeeltelijk onder vrije licenties vrijgegeven.
Door het vrije karakter zijn er vele, honderden, distro's ontwikkeld. Distro's zijn vaak op elkaar gebaseerd. Dit houdt in dat als een distro is ontwikkeld en onder een vrije licentie beschikbaar is gesteld, deze als basis genomen kan worden voor een nieuwe distro. Die heeft dan zijn eigen standaardapplicaties en instellingen. Redenen voor de ontwikkeling van nieuwe distro's kunnen gezocht worden in bijvoorbeeld experimenteren, toespitsen op een specifiek publiek of onvrede met de koers die de ontwikkelaars van een distro varen. Een van de oudste distro's is Debian waarvan de eerste stabiele versie (release) in 1993 verscheen.

## Geschiedenis

### Voorgeschiedenis

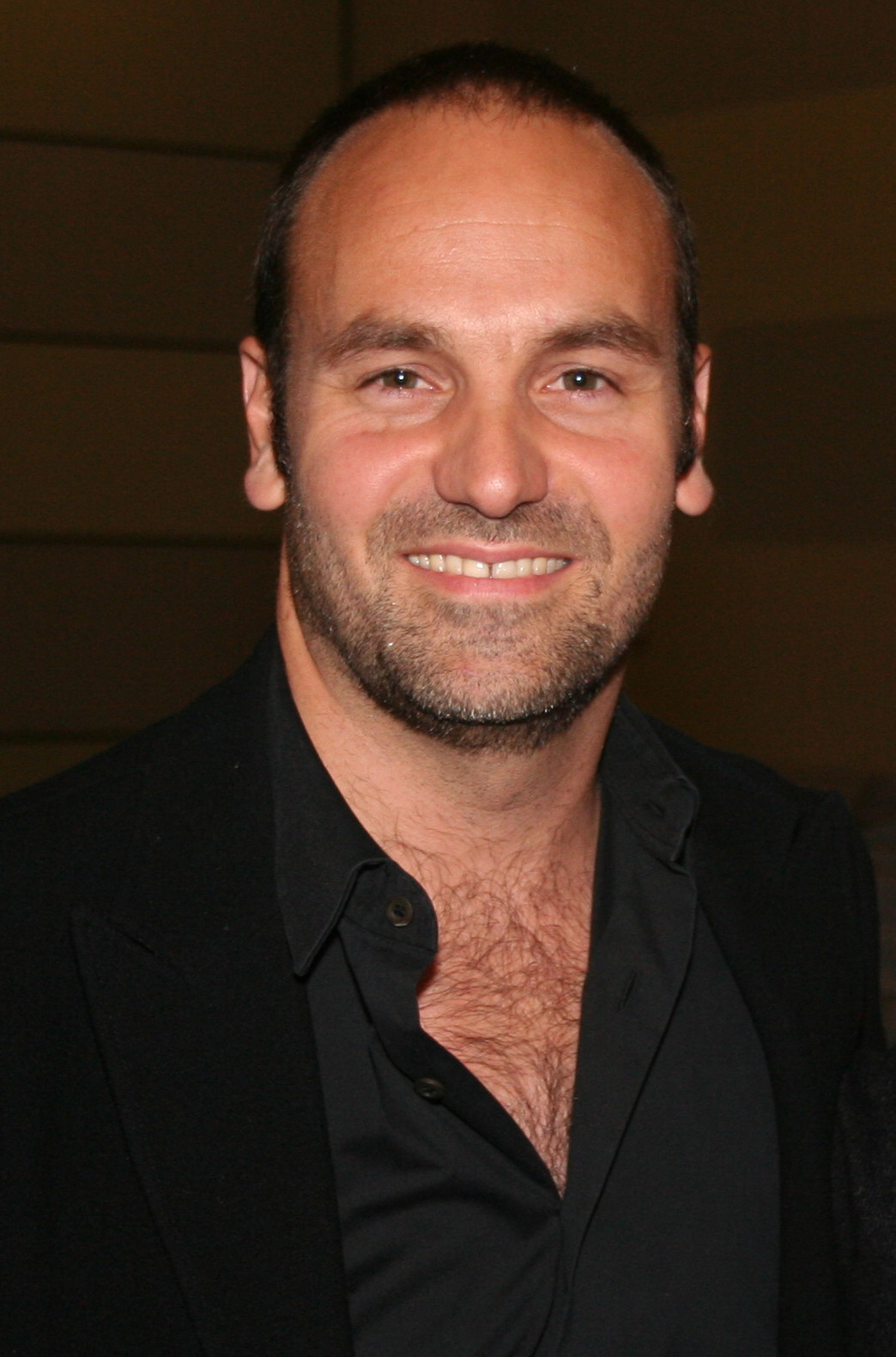
Mark Shuttleworth in 2010.

De geschiedenis van Ubuntu begint met de activiteiten van de Zuid-Afrikaan Mark Shuttleworth (1973) als software engineer en ondernemer. In 1995 behaalde hij zijn Bachelor of Business Science en richtte hij de certificaatautoriteit Thawte op. Rond diezelfde periode voegde hij zich bij het ontwikkelteam van Debian om te werken aan een installatiepakket (package) voor de webserver Apache. Vier jaar later verdiende hij een fortuin aan de verkoop van Thawte aan Verisign. Op dat moment maakte het bedrijf vrijwel uitsluitend gebruik van vrije en opensourcesoftware (free and open-source software, FOSS). Met het geld dat hij met de transactie verdiende, ving Shuttleworths carrière als filantroop en durfkapitalist aan.
In 2000 richtte Shuttleworth de investeringsmaatschappij HBD (Here Be Dragons) op waarmee hij durfkapitaal investeerde in start-ups. Een jaar later volgde de oprichting van de Shuttleworth Foundation (The Shuttleworth Foundation, TSF). Met TSF ondersteunt hij sociale innovatie. TSF maakt gebruik van FOSS om zijn doelen te bereiken. De organisatie werd daarmee een van de zichtbaarste voorstanders van deze software in Zuid-Afrika. Na een bezoek aan het internationale ruimtestation ISS in 2002, waarmee Shuttleworth 's werelds tweede - en Afrika's eerste - ruimtetoerist werd, begon hij in 2004 aan zijn volgende project dat zou uitgroeien tot Ubuntu.

### Ontstaan
In 2004 ondernam Shuttleworth een reis naar Antarctica. Tijdens de reis naar het continent, aan boord van een ijsbreker, bestudeerde hij archieven van discussielijsten van Debian die een periode van zes maanden besloegen. Hij was een fan van de distro maar zag enkele aandachtspunten. Zo is Debian een distro die zich toelegt op betrouwbaarheid, maar dit zorgt ervoor dat veel packages oudere versies van software bevatten. Ook kende Debian zeker in die tijd geen regelmatige uitgavecyclus (releaseschema). In een interview met de Franse FOSS-informaticus Raphael Hertzog in 2011 schetste Shuttleworth een beeld van de Linuxwereld waarin hij enerzijds door de gemeenschap ontwikkelde distro's zag en anderzijds de distro's met commerciële ondersteuning. Hij wilde de twee ontwikkelpaden bij elkaar brengen door een distro door de gemeenschap te laten ontwikkelen maar met de ondersteuning van een "instituut".
Shuttleworth overwoog om de leiding te nemen in de ontwikkeling van Debian, maar besloot uiteindelijk om aan een nieuwe distro te beginnen. Die distro werd wel gebaseerd op Debian. In april 2004 nodigde hij ontwikkelaars uit de Debian-, GNU arch- en GNOME-gemeenschap uit om te praten over de nieuwe distro. Er werden eisen opgesteld waar de distro aan zou moeten voldoen:
- een regelmatig releaseschema;
- een sterke focus op toegankelijkheid en gebruiksgemak;
- het gebruik van Python als belangrijkste programmeertaal;
- een continue ontwikkeling gedreven door de gemeenschap;
- de ontwikkeling van hulpmiddelen die ontwikkelaars laten werken binnen een ecosysteem;
- gebruikers op alle mogelijke manieren bijdragen laten leveren die "teruggeven" aan Ubuntu.

De groep besloot niet op voorhand al aandacht te vragen in de pers, maar om in zes maanden met zowel een aankondiging als een functionerend product te komen. Shuttleworth financierde het project met eigen middelen, waartoe hij Canonical oprichtte. De distro werd "Ubuntu" genoemd. Dit is een term uit de Zoeloe zin "Umuntu ngumuntu ngabantu", wat zoveel betekent als "een persoon is een persoon door anderen".

### Eerste release

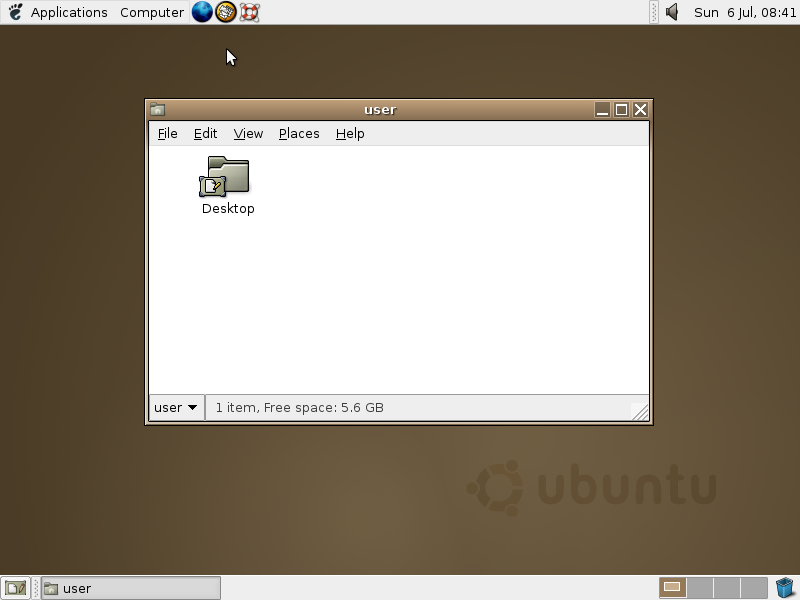
De eerste stabiele versie van Ubuntu, 4.10 Warty Warthog, kwam uit op 20 oktober 2004.

De eerste stabiele versie (release) van de distro werd uitgebracht op 20 oktober 2004. De officiële  slogan van Ubuntu luidt: "Linux for Human Beings". Hier werd de stijl Human op gebaseerd, met bruine en later ook oranje kleuren. Al vanaf deze eerste versie werd er gekozen voor een allitererende naamgeving van de codenamen; de distro kreeg de naam "Warty Warthog" (wrattig wrattenzwijn). De grappig bedoelde, maar weinig flatterende naam werd ingegeven door zorgen die enkelen in het ontwikkelteam hadden, dat zes maanden te kort zou zijn om tot een productieversie van de distro te komen. Desalniettemin verschijnt er sindsdien elke zes maanden een nieuwe versie, op een uitzondering na.
De eerste release van 2006 had volgens schema in april moeten verschijnen. De ontwikkeling liep uit waardoor deze versie pas in juni uitkwam. Voor 6.06 Dapper Drake werd de focus gelegd op stabiliteit. Het was de eerste LTS-versie (long term support). Dit zijn versies die elke twee jaar verschijnen waarvoor Canonical langere ondersteuning biedt.

### Groei en ontwikkeling
Ubuntu wist snel een plek te veroveren in de Linuxgemeenschap. In 2007 was Ubuntu uitgegroeid tot de populairste distro voor de mainstream gebruiker. De belangrijkste redenen die hiervoor werden aangewezen, waren de (financiële) steun van Shuttleworth, regelmatige releases, gebruiksgemak, de keuzevrijheid in de packages en de gemeenschap die was ontstaan rond de distro.
Met 9.10 Karmic Koala werden twee belangrijke projecten aan Ubuntu toegevoegd. Ubuntu One was een clouddienst voor het opslaan van bestanden, vergelijkbaar met bijvoorbeeld Dropbox. Gebruikers kregen een gratis opslagcapaciteit van 2 GB die tegen betaling uitgebreid kon worden naar 50 GB. Ook werd het Ubuntu Software Center geïntroduceerd. Tot dan toe waren er verschillende applicaties waarmee software geïnstalleerd, geüpdatet en verwijderd kon worden. Met het Software Center hadden gebruikers één punt vanwaaruit software te beheren was. Het Software Center bestond naast de andere applicaties, waaronder Synaptic, maar verving hen niet.

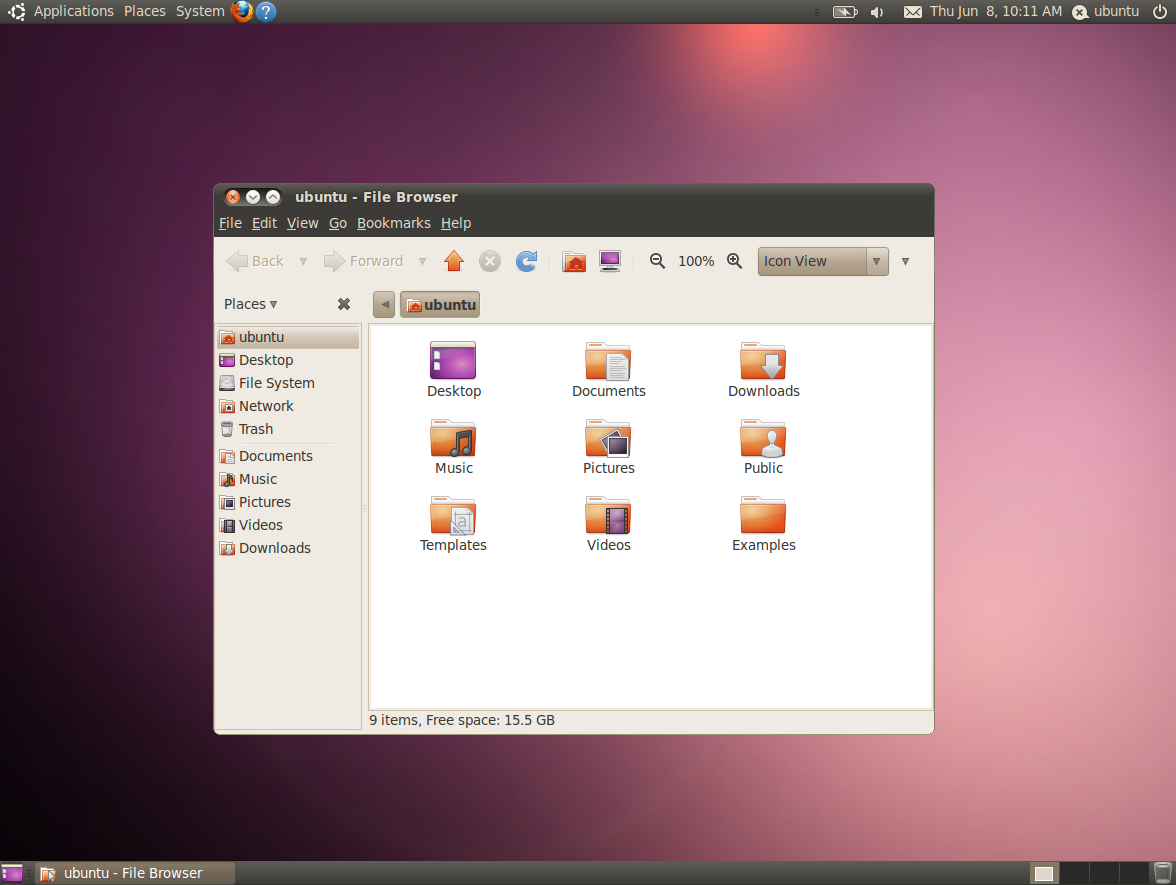
In 10.04 Lucid Lynx werd de nieuwe stijl met oranje en paarse kleuren geïntroduceerd.

Hoewel de stijl Human in de loop der jaren doorontwikkeld werd, werd het dominante bruin als lelijk ervaren. Al in 2007 werd voor het eerst gesproken over een grondige visuele update met zwarte en oranje kleuren. Het duurde tot 2009 voor onder leiding van Shuttleworth onderzoek gedaan werd naar de wijze waarop de identiteit van Ubuntu gepresenteerd werd. Dit onderzoek leidde ertoe dat per 3 maart 2010 de huisstijl van Canonical en de themakleuren van Ubuntu werden aangepast. Het doel was om een professioneel uiterlijk te creëren met een grotere aantrekkingskracht in een zakelijke omgeving.
De bruine tinten werden vervangen door paars. Er kwam een nieuw thema Ambiance voor de grafische gebruikersomgeving (graphical user interface, GUI) en de iconenset werd vernieuwd. Tevens werd er een nieuw lettertype Ubuntu gecreëerd. Dit lettertype moest langere teksten beter leesbaar maken. 10.04 Lucid Lynx was de eerste release in de nieuwe stijl. Voor 10.10 Maverick Meerkat werd een "generatieve bureaubladachtergrond" ontwikkeld. Het idee hierachter was dat iedere gebruiker bij aanvang dezelfde bureaubladachtergrond had, maar dat lichteffecten elke dag voor elke gebruiker een klein beetje veranderden. Deze bureaubladachtergrond werd in de bètaversie van 10.10 Maverick zo slecht ontvangen dat hij opnieuw ontworpen werd. Ook het verplaatsen van de knoppen waarmee vensters bediend kunnen worden, van rechts (zoals bij Windows) naar links (zoals bij macOS), kon rekenen op controverse.

## Software
Ubuntu kan alle voor Linux geschreven software draaien. Daarnaast kan een groeiend aantal programma's voor Windows worden gedraaid onder Wine, een opensource-implementatie van de Windows API en programmabibliotheken.
Ubuntu is er in 32 bit en in 64 bit. Indien de 64 bitversie van Ubuntu wordt gebruikt, dan is vrijwel al deze software ook in 64 bit beschikbaar. Alleen eventuele closedsourcesoftware zal in 32 bits beschikbaar zijn, maar deze kunnen door middel van de bibliotheek ia32-libs toch gebruikt worden. Sinds de uitgave van Ubuntu 13.10 is de 64 bitversie de standaardversie. Voor installatie op oudere hardware wordt de 32 bitversie aanbevolen. Bij de uitgave van 14.04 is de 32 bitversie echter weer standaard.
Vanaf versie 18.04 LTS is de serverversie alleen beschikbaar voor 64 bit en vanaf versie 19.10 geldt dat ook voor de desktopversie.
Het grootste gedeelte van de software die bij Ubuntu geleverd wordt is vrije software. Voor drivers waarvoor geen goed vrij alternatief is worden echter propriëtaire stuurprogramma's meegeleverd. Propriëtaire software is software waarvan de broncode in het bezit van een bedrijf is dat alle rechten op deze software bezit. Een voorbeeld hiervan zijn de stuurprogramma's van NVIDIA voor grafische kaarten, die hun chipset bevatten.
Een aantal multimediaformaten, zoals MP3, is beschermd door software-octrooien en kunnen niet in de officiële distributies van Ubuntu worden opgenomen. Ondersteuning voor deze mediaformaten is echter toe te voegen na de installatie van het besturingssysteem. Ook een aantal bekende TrueType-lettertypes is beschermd door intellectuele eigendomsrechten en wordt niet meegeleverd met de officiële distributie.

### Standaardapplicaties
Een installatie van Ubuntu bevat een aantal standaardprogramma's, zoals systeemgereedschap, het kantoorsoftwarepakket LibreOffice, de webbrowser Firefox, het e-mailprogramma Thunderbird en een reeks kleine spellen. Ubuntu gebruikt, net als Debian, het pakketbeheersysteem apt. Sinds Ubuntu 9.10 wordt Ubuntu Software Center gebruikt voor het beheren van softwarepakketten.

### Categorieën
Beschikbare software wordt in de volgende categorieën onderverdeeld:
| Ondersteund door         | Vrije software | Niet-vrije software |
| ------------------------ | -------------- | ------------------- |
| Canonical                | Main           | Restricted          |
| Gemeenschap/derde partij | Universe       | Multiverse          |

mainVrije software met officiële ondersteuning.
restrictedNiet-vrije software met officiële ondersteuning. Deze categorie bevat propriëtaire stuurprogramma's.
universeVrije software met ondersteuning van de gebruikersgemeenschap. Met andere woorden het gaat hier wel om vrije software, maar deze zit niet standaard in een van de Ubuntu-distributies.
multiverseNiet-vrije software met ondersteuning van de gebruikersgemeenschap.

## Installatie

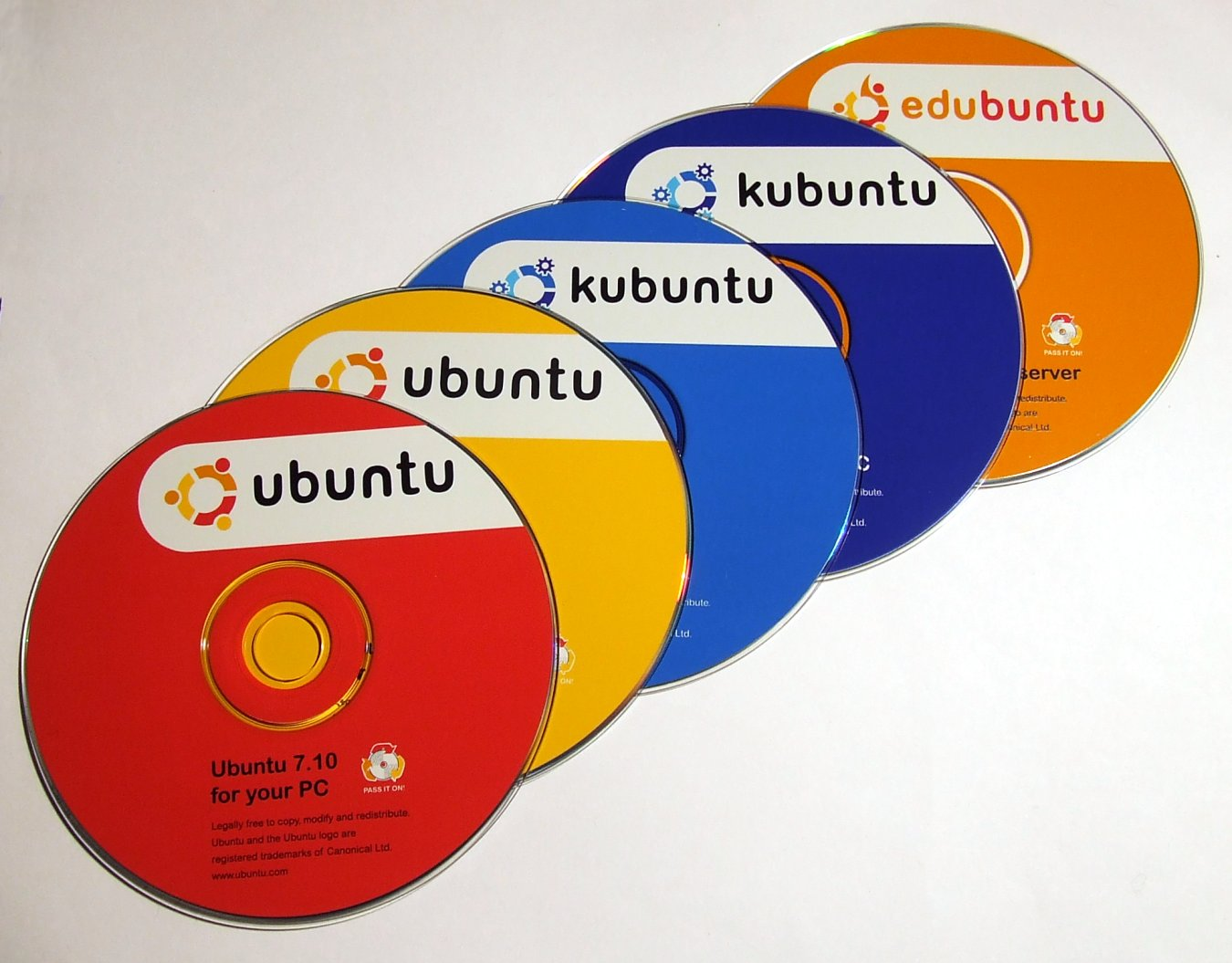
Verschillende Ubuntudistributies uit 2007 op cd-rom.

Ubuntu is grotendeels opensourcesoftware en gratis beschikbaar. Hierdoor is het besturingssysteem in ontwikkelingslanden populairder dan betaalde besturingssystemen. Het besturingssysteem kan worden gedownload als ISO-bestand en op een cd of dvd worden gebrand of op USB-stick opgeslagen, maar het is ook mogelijk installatiemedia te bestellen tegen betaling van verzendkosten.
Canonical bood vroeger ook de mogelijkheid gratis officiële cd's te bestellen via de ShipIt-dienst, waarbij men zelfs geen verzendkosten hoefde te betalen. In april 2011 besloot Canonical vanaf 11.04 Natty Narwhal de ShipIt-dienst stop te zetten. Dit omdat veel westerse landen tegenwoordig een goede en snelle breedbandverbinding hebben. Er worden nog wel cd's in de webwinkel van Canonical verkocht.
De Ubuntu-cd's zijn uit te proberen zonder dat installatie daarvoor benodigd is. Voor de gebruikers van wie zijn computer niet voldoet aan de minimale systeemeisen voor deze live-cd, bestaat een alternatieve cd met een niet-grafische installatie.
Het is ook mogelijk om de ISO's van Ubuntu op een USB-stick te plaatsen met een hulpprogramma zoals UNetbootin of YUMI.
Sinds 8.04 Hardy Heron is het mogelijk Ubuntu te installeren met behulp van een Windows-programma Wubi. Windows-gebruikers kunnen dan direct vanuit Windows hun nieuwe Ubuntu-versie installeren. Er wordt dan een extra bootoptie in de bootloader van Windows gemaakt (dual-boot) in plaats van de gebruikelijke installatie van GRUB, waarbij de gebruiker tijdens het opstarten van de computer kan kiezen of hij Ubuntu of Windows op wil starten. Wubi maakt het installeren van Ubuntu eenvoudig doordat partitioneren overbodig is; deze optie installeert Ubuntu in een groot bestand op een bestaande partitie dat vanuit Ubuntu gezien een echt bestandssysteem is. Wanneer de gebruiker de installatie ongedaan wil maken kan hij Ubuntu net zoals normale Windows-programma's weer eenvoudig verwijderen via het configuratiescherm. Vanaf Ubuntu 12.04 zit Wubi niet meer standaard bij Ubuntu om ruimte te besparen, het kan wel los worden gedownload. Vanaf 13.04 is het niet langer beschikbaar op de live-cd.

## Releases

### Releaseschema

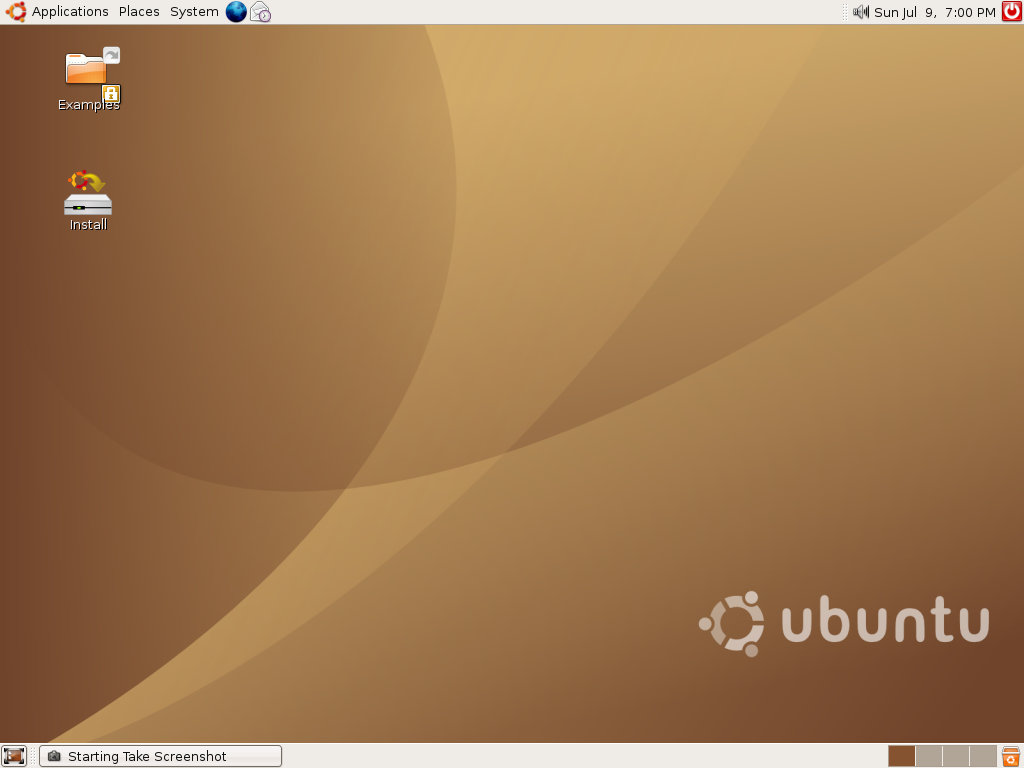
Tweemaal per jaar verschijnt er een nieuwe release van Ubuntu, in april en in oktober. Dapper Drake was een uitzondering; deze release verscheen in juni 2006.

De releases worden naar dieren vernoemd. De eerste drie distro's zouden vernoemd worden naar een "hog", een Engels woord dat voor verschillende diersoorten wordt gebruikt. Na 4.10 Warty Warthog zouden 5.04 Hoary Hedgehog en Grumpy Groundhog volgen. "Grumpy" – er wordt wel naar versies verwezen met het bijvoeglijk naamwoord – zou een versie worden die nooit formeel uitgebracht zou worden, altijd in ontwikkeling zou zijn en de allernieuwste packages zou bevatten. Deze versie is nooit tot stand gekomen. De naam die release 5.10 meekreeg was Breezy Badger.
Ubuntu werkt met een versiesysteem dat verwijst naar het jaartal en de maand van uitgave. Zo verwijst 8.04 naar het jaar 2008 en de maand 4 (april). Ubuntu verschijnt tweemaal per jaar, in april en in oktober. Versie 6.06 Dapper Drake verscheen twee maanden later dan oorspronkelijk gepland, om diverse verbeteringen alsnog te kunnen aanbrengen; vandaar dat deze 6.06 heet in plaats van 6.04.
Enkele releases zijn uitgebracht als een Long Term Support (LTS)-release. Dat wil zeggen dat Canonical gedurende vijf jaar garandeert dat de release ondersteund wordt door patches. Bij de eerste drie LTS-desktopreleases was dit drie jaar. Canonical biedt ook een betaalde vorm van ondersteuning. Elke twee jaar wordt er een LTS-release uitgebracht.

### Actuele releases
| Release                          | Datum van uitgave | Ondersteund tot |
| -------------------------------- | ----------------- | --------------- |
| Ubuntu 22.04 LTS Jammy Jellyfish | 21 april 2022     | april 2027      |
| Ubuntu 24.04 Noble Numbat        | 25 april 2024     | juni 2029       |
| Ubuntu 25.04 Plucky Puffin       | 17 april 2024     | januari 2026    |

## Varianten
Ubuntu is verkrijgbaar in de volgende varianten:
- Ubuntu Cloud
- Ubuntu Core
- Ubuntu Desktop
- Ubuntu Server

## Afgeleide distro's
Net zoals Ubuntu een afgeleide is van Debian, zijn er distro's die afgeleid zijn van Ubuntu. Ze richten zich op een specifiek publiek dat andere wensen en behoeften heeft dan waar Canonical in voorziet. Deze afgeleide distro's maken gebruik van dezelfde pakketbronnen als waar Ubuntu gebruik van maakt, maar hebben eigen standaardapplicaties en instellingen. De grotere afgeleide distro's hebben soms ook eigen pakketbronnen waar specifieke (versies van) pakketten en applicaties in aangeboden worden die niet aangeboden worden in de pakketbronnen waar Ubuntu gebruik van maakt.

### Flavours
Canonical ondersteunt sommige op Ubuntu gebaseerde distro's. Deze distro's worden flavours genoemd. De ondersteuning bestaat uit:
- het aanbieden van een infrastructuur voor communicatie en ontwikkeling;
- het faciliteren van verspreiden van flavours door iso's op de servers van Canonical te hosten;
- het coördineren van releases met die van Ubuntu en het beschikbaar stellen van beveiligings- en kernelupdates wanneer zij uitkomen tussen de releases van Ubuntu door.

Om in aanmerking te komen voor de status van flavour moet er aan een aantal voorwaarden voldaan worden. De voorwaarden garanderen een actieve ontwikkeling van de betreffende distro, leiden de communicatie tussen de ontwikkelteams en Canonical in goede banen en dwingen het doorvoeren van beveiligingsupdates en patches af. De Ubuntu Technical Board moet goedkeuring geven voor een distro als officiële flavour aangemerkt kan worden. Wanneer een ontwikkelteam zich niet aan deze voorwaarden kan blijven committeren, verliest de distro de status van officiële flavour. Anno 2023 zijn er tien flavours:
| Flavour         | Flavour                                                                         | Standaardapplicaties (selectie) |
| --------------- | ------------------------------------------------------------------------------- | --- |
| Edubuntu        | Edubuntu 24.04 Noble Numbat Desktop English.png                                 | - GNOME (desktopomgeving) - Nautilus (bestandsbeheerder) - GIMP, Inkscape, Tux Paint (grafische software) - LibreOffice (kantoorsoftware) - Educatieve software |
| Kubuntu         | Kubuntu 24.04 Breeze Twilight Desktop English.png                               | - KDE (desktopomgeving) - Dolphin (bestandsbeheerder) - VLC (mediaspeler) - Elisa (muziekspeler) - LibreOffice (kantoorsoftware) |
| Lubuntu         | Lubuntu 24.04 LTS PCManFM-Qt 1.4.1 file manager Lubuntu Arc theme - English.jpg | - LXDE (desktopomgeving) - PCManFM (bestandsbeheerder) - Mplayer (mediaspeler) - Audacious (muziekspeler) - Abiword en Gnumeric (kantoorsoftware) |
| Ubuntu Budgie   | Ubuntu Budgie 23.04 English.png                                                 | - Budgie (desktopomgeving) - Nemo (bestandsbeheerder) - Celluloid (mediaspeler) - Rhythmbox (muziekspeler) - LibreOffice (kantoorsoftware) |
| Ubuntu Cinnamon | Ubuntu Cinnamon 23.04 English.png                                               | - Cinnamon (desktopomgeving) - Nemo (bestandsbeheerder) - Celluloid (mediaspeler) - Rhythmbox (muziekspeler) - GIMP, gThumb (grafische software) - LibreOffice (kantoorsoftware) |
| Ubuntu Kylin    | Ubuntu Kylin 23.04 Español.png                                                  | - UKUI (desktopomgeving) - Peony (bestandsbeheerder) - kylin-video (mediaspeler) - kylin-music (muziekspeler) - WPS Office (kantoorsoftware) |
| Ubuntu MATE     | Ubuntu MATE 24.04 LTS default desktop - English.png                             | - MATE (desktopomgeving) - Caja (bestandsbeheerder) - Celluloid (mediaspeler) - Rhythmbox (muziekspeler) - LibreOffice (kantoorsoftware) |
| Ubuntu Studio   | Ubuntu Studio 25.04.png                                                         | - KDE (desktopomgeving) - Dolphin (bestandsbeheerder) - Ardour, Carla, JACK, LMMS etc. (audiosoftware) - Blender, GIMP, Inkscape, PikoPixel etc. (grafische software) - Darktable, Shotwell etc. (fotomanagers) - FFMPEG, Kdenlive, Openshot etc. (videosoftware) - LibreOffice (kantoorsoftware) |
| Ubuntu Unity    | Ubuntu Unity 24.04 LTS default desktop - English.png                            | - Unity (desktopomgeving) - Nemo (bestandsbeheerder) - GNOME Videos (videospeler) - Rhythmbox (muziekspeler) - LibreOffice (kantoorsoftware) |
| Xubuntu         | Xubuntu 24.04 LTS default desktop - English.png                                 | - Xfce (desktopomgeving) - Thunar (bestandsbeheerder) - Parole (mediaspeler) - Rhythmbox (muziekspeler) - LibreOffice (kantoorsoftware) |

### Overige afgeleide distro's
Naast de distro's die door Canonical ondersteund worden, zijn er meer distro's die door de gemeenschap ontwikkeld zijn en die op Ubuntu gebaseerd zijn.

Voorbeelden van populaire distro's die niet als flavour zijn aangemerkt
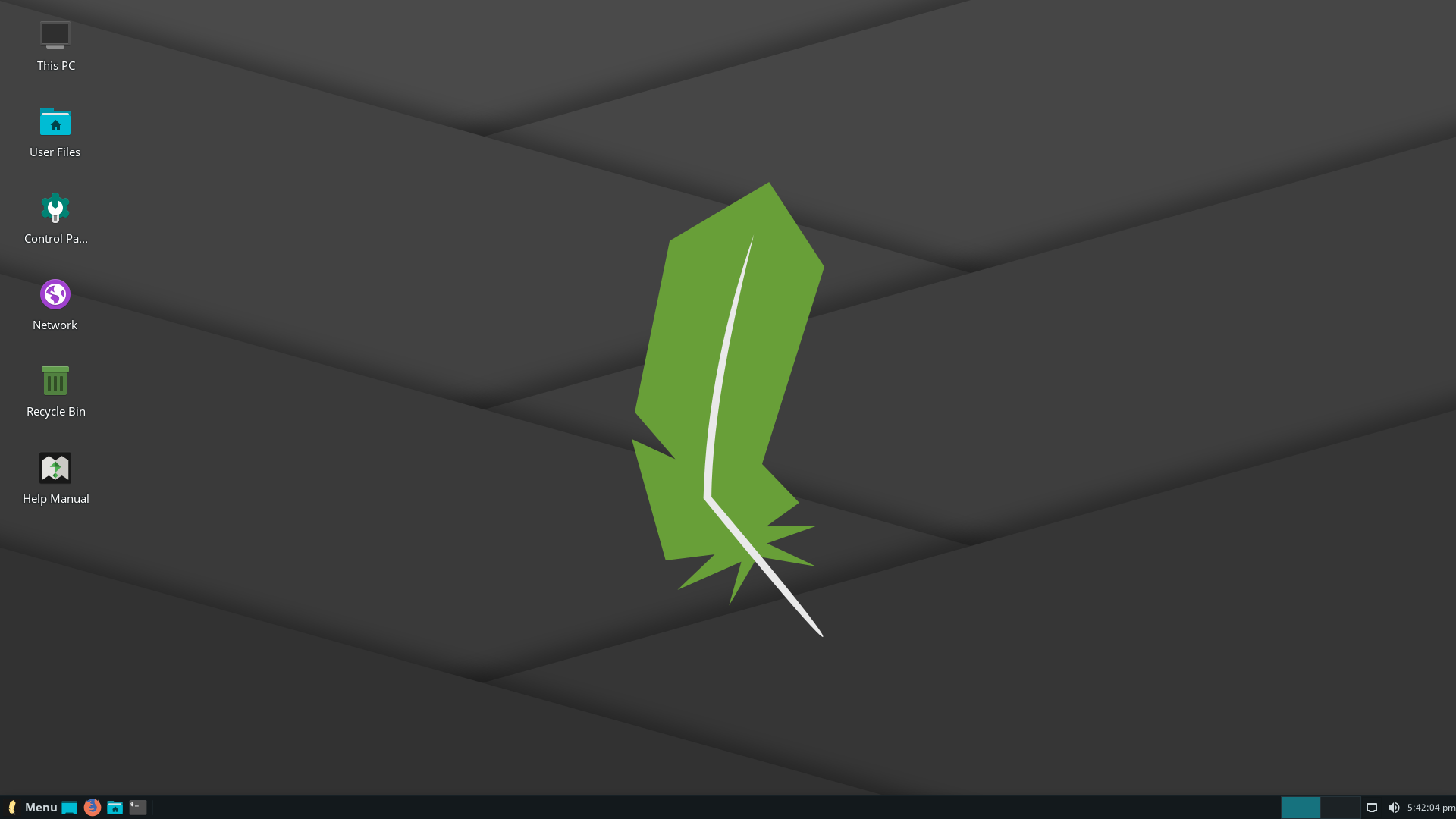
Linux Lite (4.4)
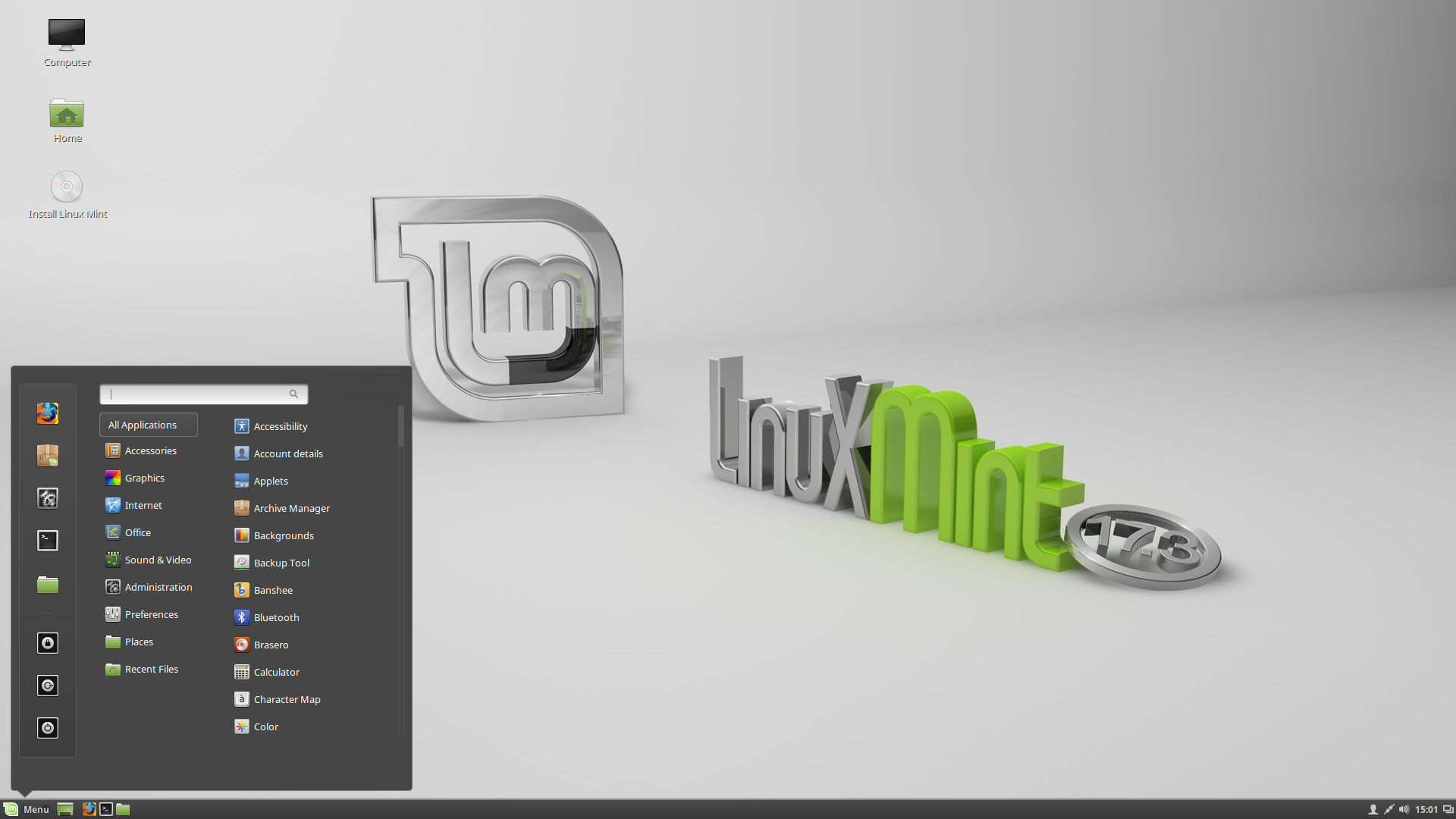
Linux Mint (17.3 Cinnamon Edition)
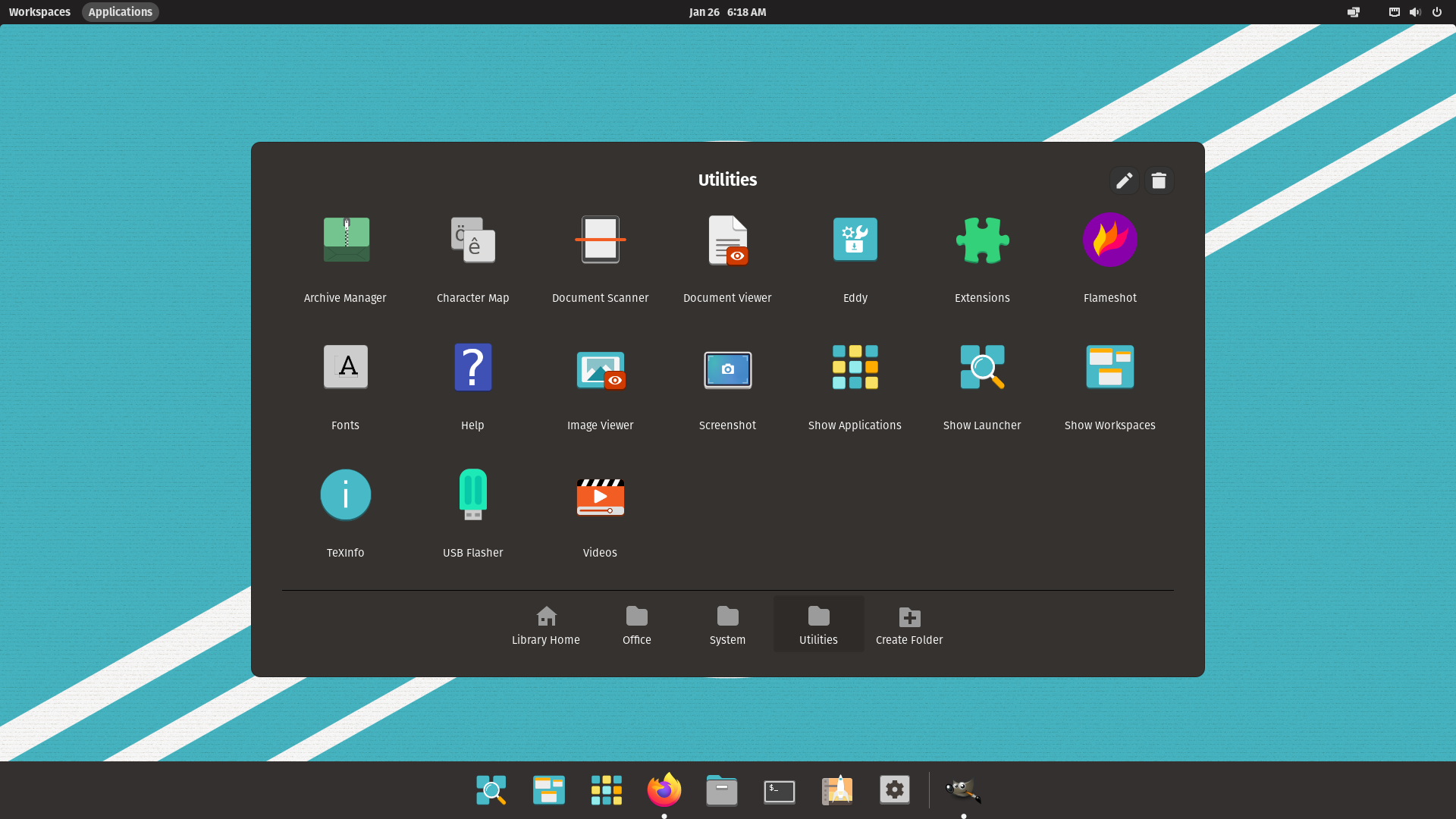
Pop! OS (21.10)

## Ontvangst
In korte tijd is Ubuntu uitgegroeid tot de populairste Linuxdistributie onder particuliere gebruikers. De distributie kent een grote en actieve gebruikersgemeenschap. Lokale groepen Ubuntu-enthousiastelingen- zogenaamde LoCo Teams (local community teams) - zijn in vele landen actief. Sommige daarvan, onder meer het Belgische en het Nederlandse team, genieten officieel erkenning door Canonical.
De website DistroWatch geeft een indicatie van de populariteit van distro's. Begin november 2008, een paar dagen na uitgifte van 8.10, stond Ubuntu op de eerste plaats van de afgelopen maand, de afgelopen drie maanden, het afgelopen half jaar en het afgelopen jaar. En dan zijn varianten als Kubuntu, Xubuntu en dergelijke nog niet meegeteld.
Desktop Linux heeft na onderzoek in 2007 geconcludeerd dat Ubuntu, met daarin Kubuntu, Xubuntu en Edubuntu meegerekend, het grootste gebruikerspercentage had, met circa 30% van de GNU/Linux-desktopgebruikers.
Het ministerie van Onderwijs en Wetenschap van Noord-Macedonië nam in 2007 het initiatief om meer dan 180 000 Linuxdesktops aan scholen te schenken en stimuleerde ook elke student in het land om Ubuntu-werkstations te gebruiken.
In oktober 2008 werd bekend dat alle servers van de Wikimedia Foundation, de organisatie achter Wikipedia en zusterprojecten, gemigreerd werden van RHEL en Fedora naar Ubuntu 8.04.